# Monceaux-le-Comte
Monceaux-le-Comte ist eine französische Gemeinde mit 126 Einwohnern (Stand 1. Januar 2022) im Département Nièvre in der Region Bourgogne-Franche-Comté. Sie gehört zum Arrondissement Clamecy und zum Kanton  Clamecy.

## Geografie
Die Gemeinde Monceaux-le-Comte liegt an der Yonne und am parallel verlaufenden Canal du Nivernais, 19 Kilometer südwestlich von Clamecy. Nachbargemeinden von Monceaux-le-Comte sind Vignol im Norden, Saizy im Osten, Ruages im Süden und Dirol im Westen.

## Bevölkerungsentwicklung

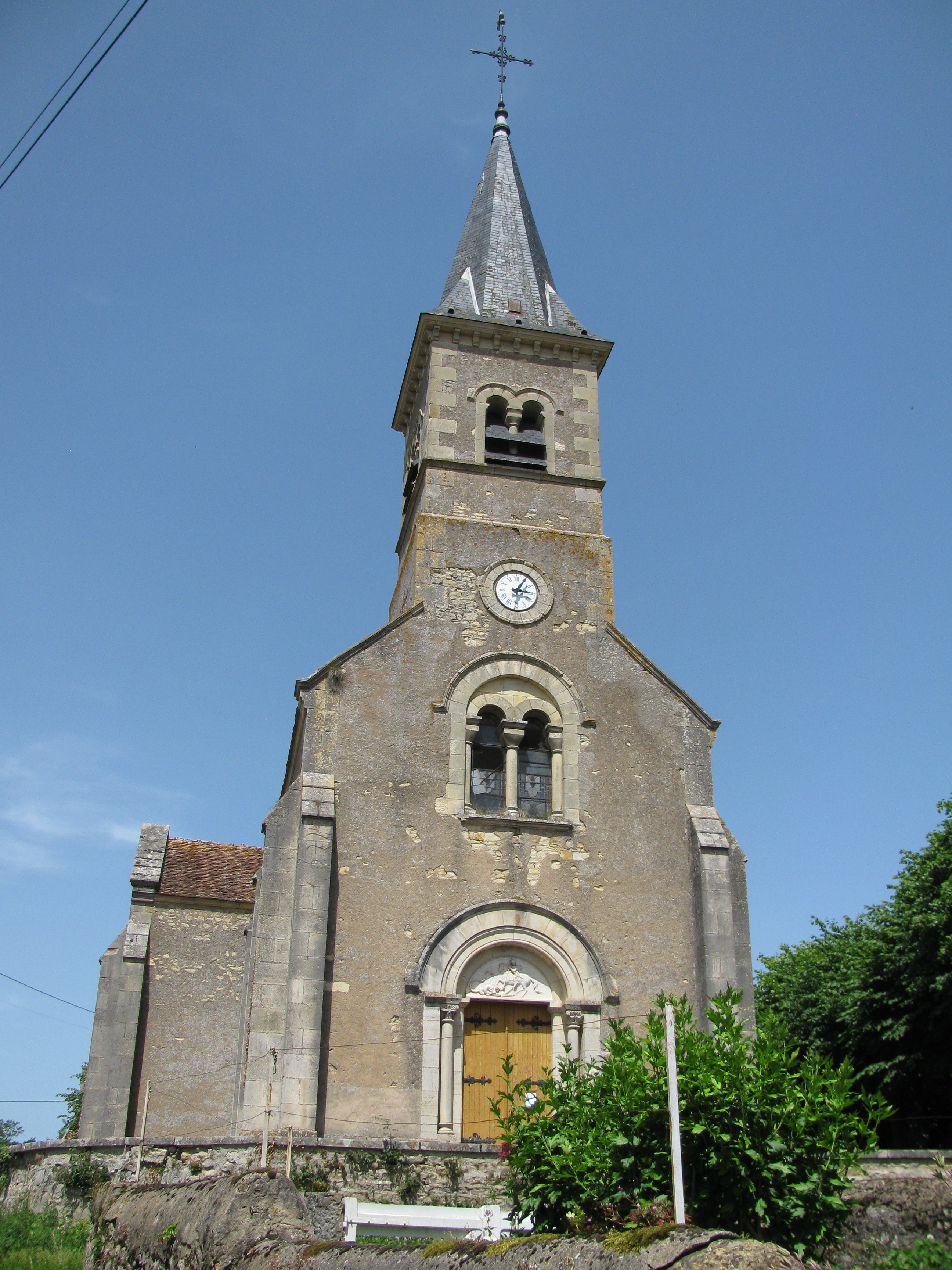
Kirche Saint-Georges

| Jahr                       | 1962 | 1968 | 1975 | 1982 | 1990 | 1999 | 2012 | 2018 |
| Einwohner                  | 181  | 203  | 198  | 168  | 158  | 132  | 139  | 121  |
| Quellen: Cassini und INSEE |      |      |      |      |      |      |      |      |